# Похищение Елены (картина Тинторетто)
«Похищение Елены» — картина Тинторетто, живописца венецианской школы позднего Ренессанса. Известно и альтернативное название картины — «Битва христиан с турками».
На картине изображён миф о похищении Елены Прекрасной Парисом, действие которого перенесено в современную художнику Европу XVI века. Возможно, мотив именно морского сражения был навеян битвой при Лепанто, произошедшей 7 октября 1571 года в Патрасском заливе у мыса Скрофа. Тогда объединённые силы Священной лиги, куда входили Испания, Венецианская республика, войска Папы римского, Мальтийского ордена, Генуи, Сицилии, Неаполя, Савойи, Тосканы и Пармы, разгромили флот Османской империи. Сражение у Лепанто широко иллюстрировалось, и Тинторетто был несомненно знаком с произведениями на тему этого морского боя.
«Похищение Елены» является не единственной картиной Тинторетто на тему морских сражений. В 1579—80 гг. он написал так называемый «цикл Гонзага» из восьми полотен с яркими сценами морских битв, однако именно в «Похищении Елены» талант художника проявляется наиболее полно. Тинторетто усиливает драматический эффект сцены с помощью контраста между передним планом, данным в контурном освещении, и залитым солнцем фоном, где люди и кони растворяются, превращаясь в узор из силуэтов. Динамичность происходящего подчёркивается яркими цветами передней группы персонажей, а также их позами и жестами.